# Центральный (стадион, Пятигорск)
Пятигорский Центральный стадион — спортивный комплекс вместимостью от 10 300 до 12 500 человек. До 2001 года — стадион «Труд».

## Расположение
Стадион находится на территории городского ЦПКиО им. Кирова, примерно в километре к юго-востоку от железнодорожного вокзала и в 28 км к югу от международного аэропорта Минеральные Воды. Проезд трамваями № 1, 2, 3, 4, 5, 6, 7 и 8 до остановки проспект 40 лет Октября.

## Инфраструктура
В составе стадиона находятся два футбольных поля, гостиница, спортивный бар, боулинг. Основное поле окружено тремя трибунами — северной (главной), южной и западной. На западной трибуне установлено табло. Центральный вход на стадион расположен у восточной стороны северной трибуны. Слева перед входом в виде отдельного здания билетная касса. Помимо центрального имеются два входа — северо-западный и юго-восточный, последний используется для проезда транспортных средств (со стороны ул. Первомайской). Поле окружено асфальтированными дорожками. В ближайшее время стадион планируют покрыть беговыми дорожками для лёгкой атлетики. В юго-восточном углу стадиона расположен туалет. Имеются четыре осветительные мачты. Газон стадиона естественный, соответствует требованиям, предъявляемым для проведения матчей РФПЛ.

## Использование
На стадионе проводятся матчи команды второго дивизиона первенства России по футболу «Машук-КМВ». В зимний период используется для межсезонных сборов ряда российских футбольных клубов. Кроме того стадион используется детскими и юношескими спортивными организациями Пятигорска, а также как место отдыха жителей и гостей города. В 2004 году на этом стадионе проводила матчи «Алания», тогда ещё игравшая в премьер-лиге. С 2004 по 2007 годы на стадионе проводила свои домашние матчи команда «Терек» (Грозный). 15 марта 2009 года на этом стадионе проводился матч между клубами премьер-лиги «Томь» и самарскими «Крылья Советов».
В 1995—1996 гг являлся домашней ареной клуба «КМВ».

## Статус собственности
В начале XXI века стадион был передан в собственность президенту ФК Машук-КМВ Александру Петровичу Сахтариди, осуществившему модернизацию инфраструктуры стадиона. После избрания главой города Пятигорск Льва Травнева, администрацией города предпринимаются усилия по возвращению стадиона в муниципальную собственность.
С декабря 2013 года полное юридическое название стадиона: "Муниципальное Бюджетное Учреждение Спортивно-Оздоровительный Комплекс «Стадион „Центральный“ города Пятигорска»" (МБУ СОК «Стадион „Центральный“ города Пятигорска»)